# Verbandsgemeinde Altenkirchen-Flammersfeld
La comunità amministrativa Altenkirchen-Flammersfeld (Verbandsgemeinde Altenkirchen-Flammersfeld) si trova nel circondario di Altenkirchen (Westerwald) nella Renania-Palatinato, in Germania.
La comunità amministrativa è stata costituita nel 2019 dalla fusione delle comunità amministrative di 
Altenkirchen (Westerwald) e Flammersfeld e comprende 67 comuni.

## Comuni
Fanno parte della comunità amministrativa i seguenti comuni:
| Comune, città                              | Sup. (km²) | Abitanti |
| ------------------------------------------ | ---------- | -------- |
| Almersbach                                 | 0,61       | 411      |
| Altenkirchen, città                        | 10,98      | 6 255    |
| Bachenberg                                 | 1,67       | 102      |
| Berod                                      | 5,05       | 561      |
| Berzhausen                                 | 2,37       | 204      |
| Birnbach                                   | 3,11       | 624      |
| Bürdenbach                                 | 2,80       | 623      |
| Burglahr                                   | 2,87       | 508      |
| Busenhausen                                | 3,02       | 349      |
| Eichelhardt                                | 2,84       | 501      |
| Eichen                                     | 4,27       | 540      |
| Ersfeld                                    | 1,40       | 68       |
| Eulenberg                                  | 1,16       | 47       |
| Fiersbach                                  | 3,04       | 272      |
| Flammersfeld                               | 4,06       | 1 407    |
| Fluterschen                                | 3,37       | 669      |
| Forstmehren                                | 1,61       | 150      |
| Gieleroth                                  | 5,92       | 659      |
| Giershausen                                | 2,11       | 99       |
| Güllesheim                                 | 2,20       | 741      |
| Hasselbach                                 | 5,76       | 305      |
| Helmenzen                                  | 4,15       | 889      |
| Helmeroth                                  | 3,57       | 196      |
| Hemmelzen                                  | 2,83       | 283      |
| Heupelzen                                  | 2,58       | 250      |
| Hilgenroth                                 | 2,96       | 304      |
| Hirz-Maulsbach                             | 6,14       | 307      |
| Horhausen                                  | 4,72       | 2 031    |
| Idelberg                                   | 1,13       | 66       |
| Ingelbach                                  | 5,08       | 489      |
| Isert                                      | 1,84       | 111      |
| Kescheid                                   | 4,82       | 129      |
| Kettenhausen                               | 1,68       | 299      |
| Kircheib                                   | 6,55       | 519      |
| Kraam                                      | 2,73       | 172      |
| Krunkel                                    | 2,81       | 599      |
| Mammelzen                                  | 4,12       | 1 040    |
| Mehren                                     | 3,67       | 463      |
| Michelbach                                 | 4,42       | 526      |
| Neitersen                                  | 5,64       | 1 067    |
| Niedersteinebach                           | 0,79       | 205      |
| Obererbach                                 | 3,63       | 556      |
| Oberirsen                                  | 9,45       | 615      |
| Oberlahr                                   | 2,82       | 761      |
| Obersteinebach                             | 3,33       | 232      |
| Oberwambach                                | 3,99       | 408      |
| Ölsen                                      | 2,26       | 77       |
| Orfgen                                     | 3,74       | 232      |
| Peterslahr                                 | 2,31       | 329      |
| Pleckhausen                                | 1,99       | 810      |
| Racksen                                    | 1,97       | 142      |
| Reiferscheid                               | 2,13       | 433      |
| Rettersen                                  | 3,21       | 352      |
| Rott                                       | 9,79       | 361      |
| Schöneberg                                 | 3,20       | 427      |
| Schürdt                                    | 2,01       | 262      |
| Seelbach                                   | 2,99       | 275      |
| Seifen                                     | 2,95       | 115      |
| Sörth                                      | 1,99       | 254      |
| Stürzelbach                                | 1,77       | 234      |
| Volkerzen                                  | 1,98       | 84       |
| Walterschen                                | 2,12       | 155      |
| Werkhausen                                 | 5,75       | 234      |
| Weyerbusch                                 | 4,22       | 1 375    |
| Willroth                                   | 1,97       | 945      |
| Wölmersen                                  | 2,63       | 377      |
| Ziegenhain                                 | 0,71       | 165      |
| Verbandsgemeinde Altenkirchen-Flammersfeld | 642        | 35 250   |

(Abitanti al 31 dicembre 2021)